# モンテミニャーイオ
モンテミニャーイオ (伊: Montemignaio) は、イタリア共和国トスカーナ州アレッツォ県にある、人口約500人の基礎自治体（コムーネ）。

## 地理

### 位置・広がり

#### 隣接コムーネ
隣接するコムーネは以下の通り。括弧内のFIはフィレンツェ県所属を示す。
- カステル・サン・ニッコロ
- ペーラゴ (FI)
- プラトヴェッキオ・スティーア
- レッジェッロ (FI)
- ルーフィナ (FI)

### 気候分類・地震分類
モンテミニャーイオにおけるイタリアの気候分類 (it) および度日は、zona E, 2949 GGである。
また、イタリアの地震リスク階級 (it) では、zona 2 (sismicità media) に分類される。

## 行政

### 分離集落
モンテミニャーイオには以下の分離集落（フラツィオーネ）がある。
- Assillo, Brustichino, Cameronci, Campiano, Casodi, Castello, Cerreto, Consuma, Cozzo, Forcanasso, Fornello, Fossatello, La Fonte, Liconia, Masso, Masso Rovinato, Molino, Pieve, Poggiolino, Prato, Santo, Secchieta, Serraia, Treggiaia, Valendaia, Vignola